# Joseph Étienne Timoléon d'Hargenvilliers
Joseph Étienne Timoléon, baron ou comte d'Hargenvilliers (1767 - 1841) est un homme politique et général français de la Révolution et de l’Empire.

## Biographie

### Famille
La famille d'Hargenvilliers est originaire de Picardie. Son grand-père, aussi son parrain, son oncle et son père étaient officiers dans l'armée. Ce dernier se nommait Esprit-Thimoléon d'Hargenvilliers et était lieutenant-colonel.

### Débuts dans l'armée
Né le 18 janvier 1767 à Ganges (Hérault), Joseph Étienne Timoléon d'Hargenvilliers commence sa carrière militaire très jeune, en 1777. Il participe à la guerre d'indépendance des États-Unis, entre 1780 et 1783, et on le retrouve lors de l'expédition de la baie d'Hudson sous les ordres de La Pérouse. 
Il est nommé lieutenant le 8 novembre 1782, alors qu'il est employé comme aide de camp au régiment de Penthièvre-dragons, où son père a officié comme capitaine et son grand père, lieutenant colonel avant lui.Le 17 juillet 1793, il commande la cavalerie à la bataille de Perpignan. Cette même année, il est nommé chef de brigade, le 9 août. Il est ensuite promu général de brigade le 29 septembre 1793.
En 1794, sous la Terreur, il est arrêté et incarcéré à Perpignan à cause de ses origines nobles. Acquitté, il se retire en 1796 sur les terres de Cuq-Toulza, au château de Montauquier, qu'il a obtenu par son mariage. Il devient ensuite maire de ce village en 1800, et le reste jusqu'en 1813.

### Le Premier Empire
Revenu dans l'armée sous Napoléon, il assiste au sacre de l'Empereur. L'année même de ce sacre, il devient président du conseil général du Tarn, jusqu'en 1805 puis de nouveau de 1806 à 1816.
En 1808, il est capitaine de l’infanterie de la garde d’honneur du département du Tarn. Il est créé baron de l’Empire le 16 décembre 1810. En 1814, il appartient à la deuxième compagnie de la garde à cheval de la garde nationale.

### La Restauration
Lors de la Première Restauration, il participe activement au retour de la royauté à Toulouse, ce qui lui vaut d'être enfermé lors des Cent-Jours. En 1815, lors de la Seconde Restauration, il est fait maréchal de camp par le Duc d’Angoulême, et dirige les départements du Tarn et de l'Aveyron. Il est aussi fait chevalier de la Légion d’honneur le 9 août 1815, puis chevalier de Saint-Louis le 15 mai 1816.
En 1819, et jusqu'à sa mort, il intègre l’Académie des Jeux Floraux, où il est "mainteneur". Il est désigné maire de Toulouse par ordonnance royale, le 12 février 1823. Il reste à ce poste jusqu'au 11 janvier 1826, lors des élections municipales. Il est élevé au grade d’officier de la Légion d’honneur le 8 juin 1825.
Joseph Étienne Timoléon meurt finalement le 17 novembre 1841 en son château de Montauquier (Cuq-Toulza, Tarn). Enterré dans cette ville, sa tombe, monument en l'honneur de sa famille, a récemment été sauvée de l'abandon et restaurée, avec l'aide du Grand Orient de France dont il était un membre actif.

## Famille
Joseph Étienne Timoléon épouse le 4 janvier 1794 à Castres Adélaïde Thomas de Labarthe, fille du seigneur de Cuq-Toulza Pierre-Claude de Labarthe. De cette union naissent quatre enfants.

## Armoiries
| Figure | Nom du baron et blasonnement |
| ------ | --- |
|        | Armes du baron Joseph Étienne Timoléon d'Hargenvilliers et de l'Empire, lettres patentes du 16 décembre 1810, officier de la Légion d'honneur Coupé au premier parti d'argent et de gueules : l'argent à trois anémones deux et une, de gueules, tigées et feuillées de sinople de gueules, au signe des Barons pris parmi les membres de collège électoral ; au deuxième d'hermines papélonné de gueules - Livrées : les couleurs de l'écu. |

## Honneurs
- Majorat du domaine de Montauguier (Tarn), formé de vignes, de terres labourables et de taillis d'un revenu de 5 000 francs.

## Sources
- (en) « Generals Who Served in the French Army during the Period 1789 - 1814: Eberle to Exelmans »
- Joseph Étienne Timoléon d'Hargenvilliers  sur roglo.eu
- « Cote LH/1268/4 », base Léonore, ministère français de la Culture
- « La noblesse d’Empire » (consulté le 9 janvier 2014)
- Vicomte Révérend, Armorial du premier empire, tome 2, Honoré Champion, libraire, Paris, 1897, p. 294.